# Radau-Antisemitismus
Radau-Antisemitismus bezeichnet eine gewalttätige Form des Antisemitismus, die sich seit dem späten 19. Jahrhundert durch nicht gesetzlich geregelte Aktionen bemerkbar machte und bis in die Zeit des Nationalsozialismus wirksam blieb. Zudem wurde die Judenverfolgung unter der nationalsozialistischen Herrschaft auch zunehmend staatlich verankert und als gesetzliche Richtlinie festgelegt.

## Geschichte
Im ausgehenden 19. Jahrhundert, im Zeitalter des Wilhelminismus, waren Juden in Deutschland von bestimmten Berufen ausgeschlossen. Sie konnten weder Offiziere werden noch einen Lehrstuhl für deutsche Sprache und Literatur oder für klassische Altertumswissenschaft und Sprachen erhalten. Gleichzeitig nahmen gewalttätige Aktionen antisemitischer Gruppen gegen die jüdische Bevölkerung, wie Misshandlungen bis hin zum Totschlag, Boykottkampagnen sowie Schändungen von jüdischen Friedhöfen und Synagogen zu. Auf politischer Ebene wird der Ausdruck beispielsweise für das Wirken von Hermann Ahlwardt, Ernst Henrici, Wilhelm Marr, Adolf Stoecker und Karl Lueger verwendet.
Nach dem Ersten Weltkrieg wurde die Umsetzung von Judenfeindschaft infolge der Kriegsniederlage und der Gründung der Weimarer Republik prinzipiell an den Systemsturz gekoppelt, was den Antisemitismus zusätzlich radikalisierte. Zusätzlich zum Radauantisemitismus entwickelte sich seit Ende der 1920er Jahre eine andere Form des Antisemitismus mit Schwerpunkt auf dem Volkstum. Parteiübergreifend forderten Mitglieder der DNVP sowie der NSDAP die staatlich sanktionierte „Entfernung“ der Juden aus dem deutschen Volk, was in der Zeit des Nationalsozialismus zunächst mit den Nürnberger Gesetzen verwirklicht wurde.
Der „Judenboykott“ vom 1. April 1933, rund zwei Monate nach der nationalsozialistischen Machtergreifung, wird ebenfalls dem „Radauantisemitismus“ zugerechnet. Er stieß in der Bevölkerung nicht auf großen Widerstand. In der hessischen Stadt Gelnhausen ist der „Radauantisemitismus“ der ersten Jahre der nationalsozialistischen Herrschaft historisch untersucht und dokumentiert worden. Die Bereitschaft zu gewalttätigen Aktionen gegen Gelnhäusner Juden war in der örtlichen Presse durch antijüdische Propaganda genährt worden, bei der einzelne Juden namentlich erwähnt und Menschen, die geschäftliche oder persönliche Beziehungen zu Juden unterhielten, als volksverräterische „Judenknechte“ verunglimpft wurden. Zwischen 1933 und Dezember 1935 wurden Juden in Gelnhausen mit Steinen beworfen und angespuckt. Im März 1934 wurden anlässlich einer Sitzung im dortigen jüdischen Gemeindehaus die Fenster eingeworfen, in der Folge kam es zu weiteren Sachbeschädigungen an jüdischen Häusern. Auch die von Julius Streicher herausgegebene Wochenzeitung Der Stürmer, die von 1923 bis 1945 erschien, bediente sich stets einer hetzerischen Sprache und schreckte auch nicht vor pornographischen Schilderungen zurück, wenn „Rassendelikte“ erwähnt wurden. Das Blatt in Streichers Privatbesitz wird ebenfalls dem Radau-Antisemitismus zugerechnet, es diente der propagandistischen Vorbereitung und Begründung des Holocaust.